# Priscosyrrhoe priscis
Priscosyrrhoe priscis är en kräftdjursart som först beskrevs av J. L. Barnard 1967.  Priscosyrrhoe priscis ingår i släktet Priscosyrrhoe och familjen Synopiidae. Inga underarter finns listade i Catalogue of Life.